# Публій Ювенцій Цельс Молодший
Публій Ювенцій Цельс Тит Ауфідій Геній Северіан (лат. Publius Iuventius Celsus Titus Aufidius Hoenius Severianus; ? — після 130) — давньоримський правник і державний діяч часів Римської імперії, очільник Прокуліанської школи, консул-суффект 115 року, ординарний консул 129 року.

## Життєпис
Про дату народження немає відомостей. Народився, напевне, у Римі. Син Публія Ювенція Цельса, відомого правника, очільника Прокуліанської правничої школи, та Ауфідії. На честь предків матері додав до свого прізвища ім'я діда або прадіда — Тит Ауфідій Геній Северіан.
У 96 році був одним із змовників проти імператора Доміціана. У 106 (за іншими відомостями 107) році став претором. З 112 до 115 року як імператорський легат—пропретор керував провінцією Фракія. По поверненню до Риму у 115 році призначено консулом-суффектом разом із Луцієм Юлієм Фругі. Тоді ж, ймовірно, помер його батько. Тому Публій Ювенцій очолив Прокуліанську школу права.
Після приходу до влади Адріана у 117 році увійшов до особистої ради імператора. У 129 році став ординарним консулом, разом з Луцієм Нерацієм Марцеллом. Під час своєї каденції провів постанову сенату про справи зі спадщини, яке отримало його ім'я (senatus consultum Iuventianum). З 130 року керував як проконсул провінцією Азія. Подальша доля невідома.

## Правнича діяльність
Усього у доробку 39 книг з права. Основна праця Ювенція — «Дигести», де зібрані закони розташовані за часом їх прийняття. З цього твору 142 фрагменти увійшли до Corpus iuris civilis. Інші праці: Epistolae, Quaestiones, Commentarii i Institutiones.
Вніс значний внесок у розвиток права. Його теза impossibilium nulla obligatio est — неможливі зобов'язання вважаються недійсними — стала основним принципом цивільного права. Такого багато уваги приділяв вирішенню завдань з прав, склав спеціальну їх збірку — Digestorum libri XXXIX.
Цельс встановив так зване constitutum possessorium, згідно з яким: хоч де і коли відбувається перехід володіння від однієї особи до іншої, але за обопільною згодою сторін колишній власник продовжує володіти річчю не suo nomine, a для нового набувача. Цим Цельс встановив право володіння через посередництво.
Стиль Ювенція Цельса небагатослівний та водночас яскравий, часто застосовує гострі слівця та чіткі вислови:
- Ius est ars boni et aequi — Право є мистецтво добра і справедливості;
- Scire leges non hoc est verba earum tenere, sed vim ac potestatem — Знання законів не означає, що знаючи ці слова, знаєте цілі та завдання (законів).